# 닷 데시멀 노테이션

IPv4 닷 데시멀 노테이션 도식화

닷 데시멀 노테이션(Dot-decimal notation)은 숫자 데이터의 표현 형식으로 10 진수 문자열로 구성되며 각 옥텟 별로 점으로 구분한다.
데이터 및 컴퓨터 네트워킹에서 이 용어는 점에 따른 4자리 표기법으로 부르기도 한다.

## 구조
1. 이와 같은 구조를 가지고 있다.<aaa.bbb.ccc.ddd >
2. 각 소문자(aaa~ddd) 별로 들어갈 수 있는 숫자는 1~255 사이이다.
ex) 닷 데시멀 노테이션 표기
192.168.0.1
ex) 2진수 표기법을 닷 데시멀 노테이션 표기로 변환
11111111.11111111.10000000.00000000 > 255.255.128.0

## 같이 보기
- ISO 2145